# Бодалино
Бода́лино   — деревня  в Ельнинском районе Смоленской области России. Население – 1 житель (2007 год)   Расположена в юго-восточной части области  в 24 км к северо-востоку от города Ельня. В 14 км южнее деревни железнодорожная станция Теренино на линии Смоленск  - Сухиничи. Входит в состав Мазовского сельского поселения.
Деревня была образована как выселок. В 70-80 годы XX века насчитывала около 10-15 домов, проживало в деревне примерно 20-40 человек.

## История
В годы Великой Отечественной войны деревня была местом ожесточённых боёв и дважды была оккупирована гитлеровскими войсками. 1-й раз в июле 1941 года (освобождена в ходе Ельнинской операции), 2-й раз в октябре 1941 года (освобождена в ходе Ельнинско-Дорогобужской операции в 1943 году).,.